# 冯梦得
冯梦得，字初心，南剑州剑浦（今福建省南平市延平区）人。祖籍河南固始。南宋嘉熙二年（1238），冯梦得中进士，历任给事中、侍郎、礼部尚书等职。冯梦得死后葬于现南平市来舟镇。冯梦得著有《豫章先生遗书》。